# Jean-Pierre Audy

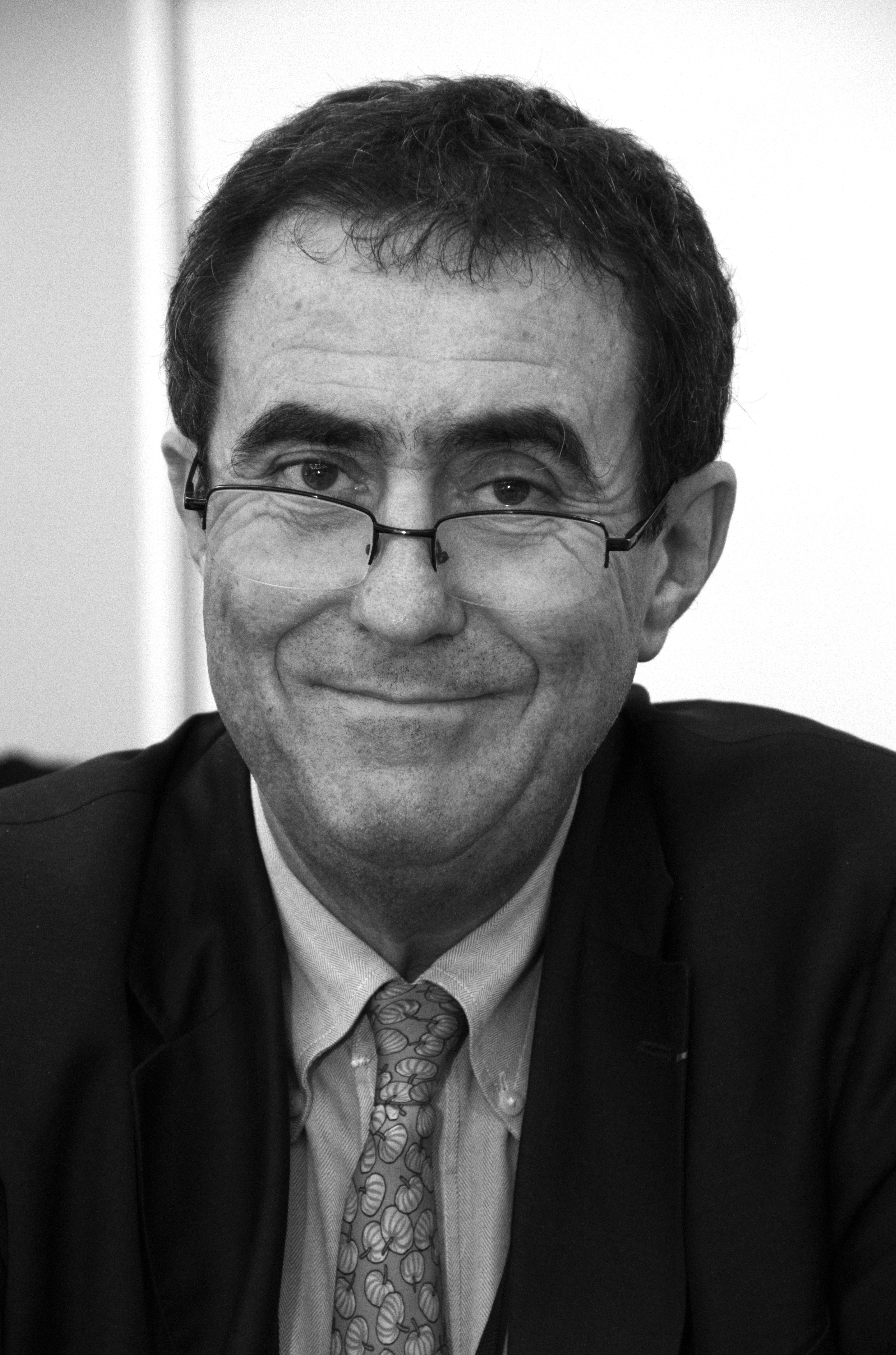
Jean-Pierre Audy

Jean-Pierre Audy (* 12. Juni 1952 in Tulle, Corrèze) ist ein französischer Politiker der Union pour un mouvement populaire (UMP).

## Leben
Audy studierte Wirtschaftswissenschaften an der Clermont-Ferrand Business School in Clermont-Ferrand. Seit 1977 gehört Audy dem Stadtrat von Meymac an und war von 1977 bis 1995 Bürgermeister von Meymac. Audy ist seit dem 11. Juni 2005 Abgeordneter im Europäischen Parlament. Dort ist er stellvertretender Vorsitzender in der Delegation für die Beziehungen zu den Ländern des Mercosur sowie Mitglied im Haushaltskontrollausschuss, im Ausschuss für Industrie, Forschung und Energie und in der Delegation in der parlamentarischen Versammlung Europa-Lateinamerika. Ebenso ist er Stellvertreter im Ausschuss für Wirtschaft und Währung.

## Preise und Auszeichnungen
- Ritter der Ehrenlegion
- Ritter des Ordre des Palmes Académiques